# Kosmos 7
Kosmos 7 – druga udana radziecka misja satelity zwiadowczego. Był to statek Zenit-2 No. 4 należący do programu Zenit, którego konstrukcja została oparta na załogowych kapsułach Wostok. Prócz zdjęć wywiadowczych, satelita wykonywał również badania górnych warstw atmosfery, w tym promieniowania jonizującego. Kapsuła z negatywami opadła na terytorium ZSRR po 4 dniach, 130 km od miasta Uralsk.